# Nafesha Richardson
Nafesha Richardson is een mensenrechten- en klimaatactiviste uit Saint Vincent en de Grenadines.

## Biografie
Nafesha Richardson is geboren en getogen in Saint Vincent en de Grenadines. Op zevenjarige leeftijd was ze Girl Guide en leerde ze over verschillende sociale kwesties, waaronder het hoge percentage seksueel en huiselijk geweld in haar land. Omdat er een beperkte ruimte was in St. Vincent en de Grenadines waar jonge mensen konden spreken, richtte Richardson op 22-jarige leeftijd in mei 2019 een organisatie op genaamd Spark SVG. De vereniging heeft als doelstelling jonge mensen te inspireren en in staat te stellen om positieve verandering in hun gemeenschap teweeg te brengen. Daarnaast strijden ze voor gendergelijkheid, klimaatrechtvaardigheid en jongerenparticipatie en leiderschap.
In april 2021 was er op het eiland Saint Vincent een vulkaanuitbarsting van La Soufrière waarbij ongeveer 20.000 mensen op de vlucht sloegen. Richardson beschrijft hoe snel jonge mensen ter plaatse kwamen om te helpen. De dag na de uitbarsting waren er jonge mensen die zorgden voor voedsel en water voor de getroffen gemeenschappen en steun en middelen aanboden aan mensen die hun huis, vee en soms alles hadden verloren. Hoewel de autoriteiten de betrokkenheid van jongeren bij deze en andere crisis toejuichten, zegt Richardson dat bij de volgende fase, besluitvorming, de stemmen van jongeren ontbreken.
Richardson werd samen met activist Deaney Gellizeau geselecteerd om Saint Vincent en de Grenadines te vertegenwoordigen op het Youth4Climate: Driving Ambition-evenement in Milaan, Italië, in september 2021 waar meer dan 400 jongeren afgevaardigd uit 189 landen, aanwezig waren.
Richardson werd ook aangeduid als een Commonwealth Point of Light door de Britse Prime Minister.
Ze behaalde een Bachelor of Laws aan de University of the West Indies in 2020. Ze is lid van het Commonwealth Youth Gender and Equality Network (CYGEN), "jeugdkampioen" van het Akkoord van Escazú en vrijwilliger bij de St. Vincent and the Grenadines Girl Guides Association.